# Sebastian Brock
Sebastian Paul Brock (Londra, 24 febbraio 1938) è un orientalista britannico, riconosciuto come uno dei maggiori studiosi al mondo della lingua siriaca.

## Biografia
Dopo aver frequentato l'Eton College, si laureò all'Università di Cambridge e conseguì il dottorato ad Oxford. Fu nominato lettore al corso di Studi Siriaci della Facoltà di Orientalistica e professore associato al Wolfson College di Oxford.
Membro della British Academy, nel 2009 è stato insignito della Medaglia e Premio Leverhulme. Il 21 giugno 2018 ha ottenuto un PhD honoris causa dall'École pratique des hautes études, presso la Sorbona di Parigi.
Dopo il pensionamento nel 2003, è stato lettore al Pontificio istituto orientale.
In occasione del 700º anniversario della morte del metropolita siro Abdisho bar Berika, nel 2018 è stato il primo relatore del convegno internazionale dal titolo "Syriac Christianity at the Crossroads of Cultures", con un intervento inerente al contributo di Sant'Efrem il Siro allo sviluppo della cristianità siriaca, precedentemente esposto all'Università di Oxford a gennaio del 2017.

Nei suoi scritti ha più volte sottolineato il nesso esistente nella tradizione siriaca fra l'Eucaristia e lo Spirito Santo, presentato attraverso l'immagine del fuoco.
Oltre a vari dottorati onorari, ha ricevuto la medaglia intitolata a Sant'Efrem il Siro dal Patriarca della Chiesa ortodossa siriaca, per la quale nel '94 ha tradotto in francese il catalogo dei manoscritti siriaci presenti nella biblioteca patriarcale di Homs.
Sposato con l'archeologa canadese Helen Hughes-Brock, studiosa della civiltà minoica e micenea, Brock si è occupato in modo particolare di manoscritti antichi e testi inediti, che erano traduzioni dal siriaco al greco e dal greco al siriaco. È membro a vita della società degli Amici del Monte Athos.

## Opere
- Sebastian P. Brock, L'occhio luminoso: la visione spirituale di sant'Efrem, Pubblicazioni del Centro Ezio Aletti, Roma, Lipa, 1999, ISBN 978-88-86517-36-2.
- Sebastian P. Brock, L'arpa dello Spirito: 18 poemi di sant'Efrem, Roma, Lipa, ISBN 978-88-86517-44-7.
- Sebastian B. Brock, Lo Spirito Santo: nella tradizione battesimale siriaca, Roma, Lipa, ISBN 978-88-89667-92-7.
- Sebastian B. Brock, Una fontana inesauribile: la Bibbia nella tradizione siriaca, Roma, Lipa, ISBN 978-88-89667-31-6.
- Sebastian B. Brock, La spiritualità nella tradizione siriaca, Roma, Lipa, ISBN 978-88-89667-03-3.
- Mosaici della Madre di Dio: dell'Atelier del Centro Aletti, Roma, Lipa, ISBN 88-89667-23-0.. Con un testo di Sebastian B. Brock sulla Madre di Dio nella tradizione siriaca.
- Vladimir Truhlar, Teologia in poesia, Roma, Lipa, ISBN 978-88-86517-71-3. Introduzione di Sebastian B. Brock.
- Sebastian P. Brock, A Brief Outline of Syriac Literature, Kottayam, St. Ephrem Ecumenical Research Institute, 1997.
- Sebastian P. Brock, Syriac Studies: A Classified Bibliography, 1960-1990, Kaslik, Parole de l'Orient, 1996.
- Sebastian P. Brock, Fire from Heaven: Studies in Syriac Theology and Liturgy, Aldershot, Ashgate, 2006.